# Veleka
Veleka (bulharsky Велека, turecky Begirmen) je řeka v Turecku (provincii Kırklareli) a v Bulharsku (Burgaská oblast). Je 147 km dlouhá, z toho 24 km v Turecku, 123 km v Bulharsku. Odvádí vodu ze 955 km².

## Průběh toku
Pramení v Turecku a teče přes Bulharsko, kde ústí do Černého moře severně od obce Sinemorec.